# Ileana Jacket
Ileana Jacket (cũng là Ileana Jacquet; sinh ngày 30 tháng 1 năm 1947) là một nữ diễn viên người Venezuela gốc Đức. Cô xuất hiện lần đầu vào năm 1982 trong telenovela Jugando A Vivir đóng vai Briggitte, và từ đó đã tham gia vào một số telenigsas trên khắp châu Mỹ Latinh. Jacket là mẹ của nữ diễn viên Sonya Smith.

## Tiểu sử
Jacket được sinh ra vào ngày 30 tháng 1 năm 1947 tại Leverkusen, Đức; Cha cô được sinh ra từ mẹ người Phần Lan & cha người Pháp, còn mẹ cô là người Đức sinh ra và lớn lên ở Argentina, thông thạo tiếng Tây Ban Nha. Jacket đã nói tiếng Tây Ban Nha thông qua mẹ cô, cô di cư đến Venezuela cùng với cha mẹ. Ngoài tiếng Tây Ban Nha và tiếng Đức bản địa, cô thông thạo tiếng Phần Lan, tiếng Pháp và tiếng Anh.

## Sự nghiệp
Năm 1983, Jacket tham gia đoàn phim của Leonela nơi cô đóng vai cô Raitza. Telenovela đã rất thành công ở Venezuela và Mỹ Latinh. Năm 1985, cô được chọn vào vai Cristal trong vai Bertha Girot.
Jacket cũng có vai trò trong Maria Celeste và Corazon Valiente.

## Đóng phim
| Năm  | Tựa đề           | Nhân vật         |
| ---- | ---------------- | ---------------- |
| 2012 | Corazón Valiente | Josefina Uriarte |
| 1994 | María Celeste    | Herminia Azpurua |
| 1993 | Amor de Papel    | Flor             |
| 1989 | Tái sinh Rubí    | Carolina         |
| 1988 | Abigail          | Estrella         |
| 1985 | Cristal          | Bertha Girot     |
| 1983 | Leonela          | Raitza           |
| 1982 | Jugando A Vivir  | Briggitte Fidel  |